# Françoise Mallet-Joris
Françoise Mallet-Joris, nata Françoise Lilar (Anversa, 6 giugno 1930 – Bry-sur-Marne, 13 agosto 2016), è stata una scrittrice belga, vincitrice del Prix des libraires nel 1957 e del Prix Femina nel 1958, ha succeduto a Pierre Mac Orlan al Decimo couvert dell'Académie Goncourt in seguito alla sua scomparsa, avvenuta nel 1970; dal 1993, inoltre, ha fatto parte dell'Académie Royale de Langue et de Littérature Françaises del Belgio, posto che un tempo occupava Suzanne Lilar, sua madre.